# Chironius monticola
Chironius monticola là một loài rắn trong họ Rắn nước. Loài này được Roze mô tả khoa học đầu tiên năm 1952.